# Duždeva palača
Duždeva palača (talijanski: Palazzo Ducale) je gotička palača u Veneciji.
Duždeva palača bila je rezidencija mletačkog dužda.
Palača ima slikovita kamena pročelja, na kojima je niz gotičkih arkada u donjem dijelu te fina ornamentika s velikim monoforama u gornjem dijelu.
Duždeva palača je uglavnom građena od 1309. do 1424. godine, najvjerojatnije po projektu Filippa Calendarija. Nova je palača izgrađena na mjestu starijeg utvrđenog objekta o kojem se pouzdano malo zna. Kipari Giovanni Bon i njegov sin Bartolomeo Bon isklesali su 1442. godine monumentalni kasnogotički ulaz u palaču - Porta della Carta - iz  Piazzette. Ova vrata vode do centralnog dvorišta palače.
Palača je bila teško oštećena u požaru 1574. godine, a prilikom obnove se strogo pridržavalo njezina izvornog gotičkog izgleda, premda je bilo ideja da se podigne u potpuno novom neoklasicističkom duhu po projektu Palladija. Palača ipak nije sva potpuno gotička: novi dio iz 16. stoljeća, kojim je palača povezana s zatvorom (Piombi) preko Mosta uzdaha (Ponte dei sospiri), je renesansni.
Duždeva palača je bila službena rezidencija mletačkog dužda, no u njoj su bile smještene i brojne političke institucije Mletačke Republike sve do Napoleonove okupacije grada i propasti Republike. Mletcima je upravljala aristokratska elita, ali su obični građani ipak imali mogućnost podnošenja pismenih prigovora i žalbi koje su mogli anonimno ubaciti u lavlja usta (Bocca di leone), nešto poput sandučića za pritužbe. Žalbe i dojave građana ipak su se vrlo pažljivo provjeravale, u jednoj od soba palače Sala della Bussola, a ako bi se pokazale istinitima, bilo je i teških posljedica.

## Galerija
- Tlocrt palače
- Porta dela Carta
- Most uzdaha
- Jacopo Tintoretto: Bacchus i Ariadna iz Sala del'Anticollegio
- Unutrašnje dvorište
- Duždeva palača viđena s Rive dei schiavoni
- Duždeva palača viđena iz lagune
- Dvorana Velikog vijeća

Danas je Duždeva palača muzej u kojem se nalaze vrlo vrijedne slike, freske, skulpture, namještaj i predmeti primijenjene umjetnosti. U palači su brojna djela Tintoretta, Veronesea, Tiepola, Guardija i drugih velikih umjetnika, tako da je Duždeva palača jedan od najbolje posjećenih venecijanskih muzeja.

## Vanjske poveznice
- Duždeva palača-službene stranice
- Duždeva palača, virtualna realnost